# Calliergonaceae
Calliergonaceae Vanderp., 2002 è una famiglia di muschi dell'ordine Hypnales.

## Distribuzione e habitat
La famiglia ha una distribuzione cosmopolita essendo presente in tutti i continenti compresa l'Antartide.

## Tassonomia
La famiglia comprende una ventina di specie nei seguenti generi:
- Calliergon (Sull.) Kindb., 1894
- Loeskypnum H.K.G.Paul, 1918
- Sarmentypnum Tuom. & T.J.Kop., 1979
- Straminergon Hedenäs, 1993
- Warnstorfia Loeske, 1907